# Акрам Афіф
Акрам Афіф (араб. أكرم عفيف, нар. 18 листопада 1996, Доха) — катарський футболіст, нападник клубу «Аль-Садд» і національної збірної Катару.
У складі збірної — володар Кубка Азії 2019 року. Найкращий асистент цього турніру (10 результативних передач).
Молодший брат іншого нападника катарської збірної Алі Афіфа.

## Клубна кар'єра
Народився 18 листопада 1996 року в місті Доха. Вихованець юнацьких команд футбольних клубів «Ас-Садд», «Севілья» та «Вільярреал».
У дорослому футболі дебютував 2015 року виступами за команду клубу «Ейпен», в якій провів один сезон, взявши участь у 25 матчах чемпіонату. 
Своєю грою за цю команду привернув увагу представників тренерського штабу клубу «Вільярреал», до складу якого приєднався 2016 року. Відіграв за вільярреальський клуб наступні жодного сезонів своєї ігрової кар'єри.
У 2016 році уклав контракт з клубом «Спортінг» (Хіхон), у складі якого провів наступний рік своєї кар'єри гравця. 
Протягом 2017—2018 років знову захищав кольори команди клубу «Ейпен».
До складу клубу «Ас-Садд» приєднався 2018 року. Станом на 15 травня 2018 року відіграв за катарську команду 7 матчів в національному чемпіонаті.

## Виступи за збірні
Протягом 2014–2018 років залучався до складу молодіжної збірної Катару. На молодіжному рівні зіграв у 24 офіційних матчах, забив 9 голів.
У 2015 році дебютував в офіційних матчах у складі національної збірної Катару.
За чотири роки став у складі збірної учасником кубка Азії з футболу 2019 року в ОАЕ, де Катар здобув перший у своїй історії титул чемпіонів Азії. Брав участь в усіх семи іграх своєї команди на турнірі, по ходу якого катарці виграли усі матчі із загальною різницею голів 19:1. Був названий Гравцем матчу фінальної гри проти Японії (перемога 3:1), в якій спочатку двічі асистував партнерам по команді, а згодом реалізував пенальті, встановивши остаточний рахунок. В цілому він закінчив турнір з десятьма асистами, більше за будь-якого іншого гравця.
| Дата       | Місто             | Господарі         | Результат | Гості          | Турнір                        | Голи | Примітки  |
| ---------- | ----------------- | ----------------- | --------- | -------------- | ----------------------------- | ---- | --------- |
| 03-09-2015 | Доха              | Катар             | 15 – 0    | Бутан          | Відбір до ЧС 2018             | 1    | 46'       |
| 08-09-2015 | Гонконг           | Гонконг           | 2 – 3     | Катар          | Відбір до ЧС 2018             | -    | 73'       |
| 08-10-2015 | Доха              | Катар             | 1 – 0     | КНР            | Відбір до ЧС 2018             | -    | 51'       |
| 13-10-2015 | Доха              | Катар             | 4 – 0     | Мальдіви       | Відбір до ЧС 2018             | -    | 86'       |
| 17-11-2015 | Тхімпху           | Бутан             | 0 – 3     | Катар          | Відбір до ЧС 2018             | -    | 74'       |
| 29-03-2016 | Сіань             | КНР               | 2 – 0     | Катар          | Відбір до ЧС 2018             | -    | 63'       |
| 29-05-2016 | Гартберг          | Албанія           | 3 – 1     | Катар          | товариський матч              | -    | 60'       |
| 01-09-2016 | Тегеран           | Іран              | 2 – 0     | Катар          | Відбір до ЧС 2018             | -    | 70'       |
| 06-09-2016 | Доха              | Катар             | 0 – 1     | Узбекистан     | Відбір до ЧС 2018             | -    |           |
| 06-10-2016 | Сувон             | Південна Корея    | 3 – 2     | Катар          | Відбір до ЧС 2018             | -    | 80'       |
| 11-10-2016 | Доха              | Катар             | 1 – 0     | Сирія          | Відбір до ЧС 2018             | -    | 60'       |
| 10-11-2016 | Доха              | Катар             | 2 – 1     | Росія          | товариський матч              | -    |           |
| 09-03-2017 | Доха              | Катар             | 1 – 2     | Азербайджан    | товариський матч              | -    |           |
| 23-03-2017 | Доха              | Катар             | 0 – 1     | Іран           | Відбір до ЧС 2018             | -    |           |
| 28-03-2017 | Ташкент           | Узбекистан        | 1 – 0     | Катар          | Відбір до ЧС 2018             | -    | 65'       |
| 06-06-2017 | Доха              | Катар             | 2 – 2     | Північна Корея | товариський матч              | 1    | 46'       |
| 13-06-2017 | Доха              | Катар             | 3 – 2     | Південна Корея | Відбір до ЧС 2018             | 1    | 67'       |
| 16-08-2017 | Бертон-апон-Трент | Андорра           | 0 – 1     | Катар          | товариський матч              | -    | 65'       |
| 23-08-2017 | Доха              | Катар             | 2 – 1     | Туркменістан   | товариський матч              | -    | 77'       |
| 31-08-2017 | Малакка           | Сирія             | 3 – 1     | Катар          | Відбір до ЧС 2018             | -    |           |
| 05-09-2017 | Доха              | Катар             | 1 – 2     | КНР            | Відбір до ЧС 2018             | 1    |           |
| 05-10-2017 | Доха              | Катар             | 3 – 1     | Сінгапур       | товариський матч              | -    | 62'       |
| 10-10-2017 | Доха              | Катар             | 1 – 2     | Кюрасао        | товариський матч              | -    | 57' 90+1' |
| 11-11-2017 | Доха              | Катар             | 0 – 1     | Чехія          | товариський матч              | -    | 90+2'     |
| 14-11-2017 | Доха              | Катар             | 1 – 1     | Ісландія       | товариський матч              | -    |           |
| 14-12-2017 | Доха              | Катар             | 1 – 2     | Азербайджан    | товариський матч              | -    | 81'       |
| 23-12-2017 | Ель-Кувейт        | Катар             | 4 – 0     | Ємен           | Кубок затоки 2017 - 1-й етап  | 1    |           |
| 26-12-2017 | Ель-Кувейт        | Ірак              | 2 – 1     | Катар          | Кубок затоки 2017 - 1-й етап  | -    |           |
| 29-12-2017 | Ель-Кувейт        | Катар             | 1 – 1     | Бахрейн        | Кубок затоки 2017 - 1-й етап  | -    |           |
| 21-03-2018 | Басра             | Ірак              | 2 – 3     | Катар          | товариський матч              | 2    | 85'       |
| 24-03-2018 | Басра             | Катар             | 2 – 2     | Сирія          | товариський матч              | 1    | 71' 83'   |
| 7-9-2018   | Доха              | Катар             | 1 – 0     | КНР            | товариський матч              | -    | 90+1'     |
| 11-9-2018  | Доха              | Катар             | 3 – 0     | Палестина      | товариський матч              | 1    | 44' 72'   |
| 12-10-2018 | Доха              | Катар             | 4 – 3     | Еквадор        | товариський матч              | 1    | 90+1'     |
| 14-11-2018 | Лугано            | Швейцарія         | 0 – 1     | Катар          | товариський матч              | 1    | 90+3'     |
| 19-11-2018 | Ойпен             | Ісландія          | 2 – 2     | Катар          | товариський матч              | -    | 87'       |
| 09-01-2019 | Аль-Айн           | Катар             | 2 – 0     | Ліван          | Кубок Азії 2019 - 1-й етап    | -    |           |
| 13-01-2019 | Аль-Айн           | Північна Корея    | 0 – 6     | Катар          | Кубок Азії 2019 - 1-й етап    | -    |           |
| 17-01-2019 | Абу-Дабі          | Саудівська Аравія | 0 – 2     | Катар          | Кубок Азії 2019 - 1-й етап    | -    |           |
| 22-01-2019 | Абу-Дабі          | Катар             | 1 – 0     | Ірак           | Кубок Азії 2019 - 1/8 фіналу  | -    |           |
| 25-01-2019 | Абу-Дабі          | Південна Корея    | 0 – 1     | Катар          | Кубок Азії 2019 - чвертьфінал | -    |           |
| 29-01-2019 | Абу-Дабі          | Катар             | 4 – 0     | ОАЕ            | Кубок Азії 2019 - півфінал    | -    | 90+2'     |
| 01-02-2019 | Абу-Дабі          | Японія            | 1 – 3     | Катар          | Кубок Азії 2019 - Фінал       | 1    | 84'       |
| Усього     |                   | Матчів            | 43        |                | Голів                         | 12   |           |

## Досягнення

### Клубні
- Чемпіон Катару (5): 2018-19, 2020-21, 2021-22, 2023-24, 2024-25
- Володар Кубка Еміра Катару (3): 2020, 2021, 2024
- Володар Кубка наслідного принца Катару (3): 2020, 2021, 2025
- Володар Кубка шейха Яссіма (1): 2019
- Володар Кубка зірок Катару (1): 2019-20

### Збірні
- Переможець Юнацького (U-19) кубка Азії: 2014
- Володар Кубка Азії (2): 2019, 2024
- Найкращий бомбардир Кубка Азії (1): 2024

### Особисті
- Найкращий асистент Кубка Азії (1): 2019 (10 результативних передач)
- Найкращий бомбардир Чемпіонату Катару (1): 2019-20
- Футболіст року в Азії (1): 2019